# The Pig Who Cried Werewolf
The Pig Who Cried Werewolf is een Amerikaanse korte film geregisseerd door Gary Trousdale. De film duurt 6 minuten en is een spin-off van de Shrek-franchise. Het is een parodie op het sprookje De wolf en de drie biggetjes, met alleen de 3 biggetjes en de wolf uit de Shrek-franchise. De film verscheen op 4 oktober 2011 (aanvankelijk exclusief) op de Nintendo Video service op de Nintendo 3DS. Op 28 augustus 2012 verscheen hij met 2 andere korte films op dvd en blu-ray. De film werd geproduceerd en gedistribueerd door DreamWorks Animation. Het is de derde Halloween-special in deze franchise.

## Plot
In het begin van de korte film zijn de 3 biggetjes onderweg naar hun (stenen) huisje. Heimlich is de big die dat huis gebouwd heeft. Hij heeft zijn been gebroken doordat hij wegens paranoia zijn buren te veel bespioneert. Zijn broers Dieter (diegene die het houten huisje bouwde) en Horst (diegene die het strooien huisje bouwde) foeteren hem onderweg uit. Bij aankomst merkt Heimlich op dat ze een nieuwe buurman hebben. De Grote Boze Wolf komt naast hun wonen. Wanneer de wolf naar binnen gaat, vallen er allemaal messen uit zijn tas. Heimlich ziet dit en gedraagt zich weer paranoïde. Zijn broers zien het echter niet en blijven hem uitfoeteren. Vervolgens begraaft de wolf bijna direct de tas met messen in zijn tuin wanneer hij gelooft dat niemand hem ziet. Heimlich besluit om hun nieuwe buurman eens goed in de gaten te houden.
De wolf blijkt een weerwolf te zijn. Tijdens de volle maan, verandert hij in een mens genaamd Chef. Chef is een andere persoonlijkheid dan de wolf. Het is een kokkin en gebruikt de messen dus om varkens mee te slachten. Horst en Dieter zien het bespioneer echter en gaan naar de buurman om te bewijzen dat er niks aan de hand is. De twee biggen worden het huis in gesleurd en Chef komt Heimlich voor het eten halen. Uiteindelijk zitten de drie biggetjes aan tafel terwijl Chef verscheidene gerechten voor hen heeft klaargemaakt. Opeens verandert Chef weer in de wolf en de wolf waarschuwt hen om weg te gaan. Daarna verandert de wolf weer in Chef en kondigt zij het hoofdgerecht aan: worstenbrood (varkensvlees). Hierna rennen de biggetjes het huis uit terwijl Chef ze achterna zit. Ondertussen wisselen Chef en de wolf voortdurend van gedaante terwijl de biggetjes blijven rennen.

## Rolverdeling
- Sean Bishop als het biggetje Heimlich (steen) / het biggetje Dieter (hout) / de mens Chef
- Cody Cameron als het biggetje Horst (stro)
- Aron Warner als de Grote Boze Wolf

## Nederlandse rolverdeling
- Olaf Wijnants als De drie Biggetjes
- Olaf Wijnants als De Weervrouw
- Has Drijver als De Grote Boze Wolf